# 넷스케이프 브라우저
넷스케이프 브라우저(Netscape Browser)는 머큐리얼 커뮤니케이션즈에서 개발하고 AOL이 출시한 윈도우용 상용 웹 브라우저이다. 넷스케이프 브라우저는 본래 지금은 없어진 넷스케이프 커뮤니케이션즈 코퍼레이션에서 개발하던 넷스케이프 시리즈의 이름을 잇는 제품이다.
넷스케이프 브라우저의 버전 숫자가 8에서 시작하지만, 넷스케이프 6, 7 버전이 모질라 스위트 기반인 데 반해 넷스케이프 브라우저는 모질라 파이어폭스 기반이다. 다른 버전과 마찬가지로 넷스케이프 브라우저는 AOL 인스턴트 메신저와 다른 AOL 관련 기능들이 통합되었다.
넷스케이프 브라우저 시리즈의 후속판으로 넷스케이프 내비게이터 9가 출시되었다. AOL측에서는 더 이상 넷스케이프를 개발하지도 지원하지도 않겠다고 선언했다.

## 개발 역사
넷스케이프 브라우저는 2004년 11월 30일에 "시제판"(prototype) 공개되었고, 정식 2005년 5월 19일 "8.0 버전"이 출시되기 전에 몇 번의 시험판이 배포되었다. 파이어폭스 1.0.4에 핵심적인 보안 패치가 추가되자, 몇 시간 후에 보완 버전인 8.0.1이 출시되었다.

### 출시 기록
- 버전 0.5.6+ – 2004년 11월 30일(모질라 파이어폭스 0.9.3 기반)
- 버전 0.6.4 – 2005년 1월 7일(모질라 파이어폭스 1.0 기반)
- 버전 0.9.4 (8.0 베타 시험판) – 2005년 2월 17일(모질라 파이어폭스 1.0 기반)
- 버전 0.9.5 (8.0 베타 시험판) – 2005년 2월 23일(모질라 파이어폭스 1.0)
- 버전 0.9.6 (8.0 베타) – 2005년 3월 3일(모질라 파이어폭스 1.0 기반)
- 버전 8.0 – 2005년 5월 19일(모질라 파이어폭스 1.0.3 기반)
- 버전 8.0.1 – 2005년 5월 19일(모질라 파이어폭스 1.0.4 기반)
- 버전 8.0.2 – 2005년 6월 17일(IE XML 문제 수정)
- 버전 8.0.3.1 – 2005년 7월 25일(모질라 파이어폭스 1.0.6 기반)
- 버전 8.0.3.3 – 2005년 8월 8일(모질라 파이어폭스 1.0.6 기반)
- 버전 8.0.4 – 2005년 10월 19일(모질라 파이어폭스 1.0.7 기반)
- 버전 8.1 – 2006년 1월 25일(게코 1.7.5 기반)
- 버전 8.1.2 – 2006년 9월 25일(게코 1.7.5 기반)
- 버전 8.1.3 – 2007년 4월 2일(게코 1.7.5 기반)

## 참고 목록
- 모질라진 - 파이어폭스 기반 넷스케이프의 첫인상
- 모질라진 - 새로운 넷스케이프 브라우저 시제판 배포됨
- 넷스케이프 브라우저 8.0 베타 배포됨
- 모질라진. (2005). 모질라진 - 넷스케이프 브라우저 8.0 출시

## 같이 보기
- 넷스케이프
- 모질라 파이어폭스
- 웹 브라우저 목록